# توشییوکی آبه
توشییوکی آبه (انگلیسی: Toshiyuki Abe؛ زادهٔ ۱ اوت ۱۹۷۴) بازیکن فوتبال اهل ژاپن است.
از باشگاه‌هایی که در آن بازی کرده‌است می‌توان به باشگاه فوتبال آلبیرکس نیگاتا، باشگاه فوتبال کاشیما آنتلرز، باشگاه فوتبال اوراوا رد دیاموندز، و باشگاه فوتبال کاشیما آنتلرز اشاره کرد.